# ألفارو سيلفا (مبارز بالسيف)
ألفارو سيلفا هو مبارز بالسيف برتغالي، ولد في 31 ديسمبر 1920.

## وصلات خارجية
- ألفارو سيلفا على موقع أوليمبيديا (الإنجليزية)